# Ottendorf (Hainichen)

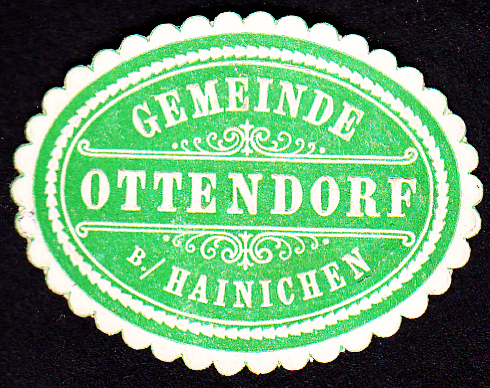
Siegelmarke der ehemaligen Gemeinde Ottendorf

Ottendorf ist ein unmittelbar nordöstlich der Kernstadt gelegener Ortsteil von Hainichen im Landkreis Mittelsachsen in Sachsen. Er wurde am 1. Juli 1950 eingemeindet und wird nicht als eigenständiger Ortsteil, sondern als Stadtteil zu Hainichen gezählt. Zum Zeitpunkt der Eingemeindung im Jahr 1950 verfügte Ottendorf über rund 1000 Einwohner und eine Ausdehnung von 562 ha.

## Geographie

### Geographische Lage
Ottendorf liegt im Nordosten der Stadt Hainichen. Nördlich des Orts befindet sich das Tal der Kleinen Striegis mit dem stillgelegten Teil der Bahnstrecke Roßwein–Niederwiesa. Etwas nördlicher verläuft die Bundesautobahn 4 an Ottendorf vorbei.

### Nachbarorte
| Crumbach  | Schlegel                                    | Kaltofen   |
| Hainichen | Kompassrose, die auf Nachbargemeinden zeigt | Pappendorf |
|           | Cunnersdorf                                 |            |

## Geschichte

### 12. bis 18. Jahrhundert

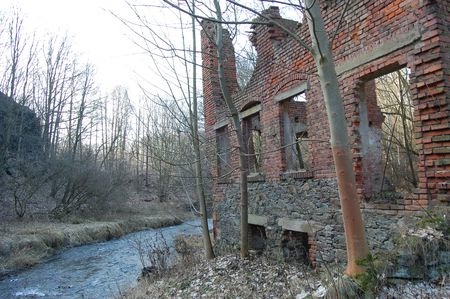
Ruinen der Lohmühle am Ufer der kleinen Striegis 2009

Ottendorf wurde als Waldhufendorf und Teil einer zum Pfarrdorf Pappendorf gehörenden Rodungseinheit im 12. Jahrhundert gegründet. Hainichen wurde etwas später als Ottendorf angelegt, sodass die östlich der Kleinen Striegis angelegten Felder zu Ottendorf und nicht zu Hainichen gehörten.
1573 wurde die Katzenmühle am Pahlbach (damals Katzenbach) erstmals erwähnt. 1585 hauste die Pest in Ottendorf. 1593 errichteten die Hainichener Tuchmacher eine Walkmühle auf der Flur von Ottendorf. Diese Mühle befand sich im Striegistal in unmittelbarer Nähe des späteren Haltepunktes Kratzmühle.
Bezüglich der politischen Verwaltung stellte Ottendorf eine Besonderheit dar. Umgeben von Orten, die zum kursächsischen Nossen oder zum kursächsischen Kreisamt Freiberg (Exklave der Herrschaft Wingendorf) gehörten, unterstand Ottendorf als Exklave der Grundherrschaft Arnsdorf, die zunächst zum Amt Döbeln, nach 1588 zum Döbelner Bezirk des Amts Leisnig im Leipziger Kreis gehörte. 1719 klagte die Gerichtsherrschaft Arnsdorf gegen das Tuchmacherhandwerk in Hainichen wegen der Walkmühle in Ottendorf. Die Walkmühle wurde später durch die Lohmühle ersetzt, deren Ruinen 2014 noch sichtbar waren. Die zu erbringenden Frondienste und Abgaben führten zu zahlreichen Auseinandersetzungen, von denen insbesondere die Folgenden aktenkundig sind:

- Beschwerde des Heinrich Kölbel von Geysing auf Arnsdorf über die Einwohner der an Alexander von Marschall auf Hermsdorf verpfändeten Ortschaft Ottendorf wegen verweigerter Baudienste (1651)

- Beschwerde des Heinrich Kölbel von Geysing auf Arnsdorf über die Gemeinde Ottendorf wegen verweigerter Dienste (1653)

- Beschwerde des Gutsverwalters Christian Lehmann über die Gemeinde Ottendorf wegen schuldiger Pferde- und Handdienste (1659)

- Differenzen zwischen Hans Carl von Carlowitz und den Untertanen in Ottendorf wegen Frondiensten (1695)

- Verweigerte Abzugsgelder von Peter Paul Hencker und anderen in Ottendorf (1721)

- Verweigerte Frondienste der Witwe von Georg Hencker und anderen in Ottendorf (1722–1736)

- Beschwerde der Untertanen in Ottendorf wegen verlangter Bezahlung von Unkosten (1743)

- Beschwerde der Untertanen in Ottendorf über den Gerichtsherr Carl Georg Heinrich von Tümpling wegen Hutungsdifferenzen (1747)

- Klage des Gerichtsherrn Carl Georg Heinrich von Tümpling gegen die Bauern in Ottendorf wegen Beschäftigung eines Schäfers (1747–1752)

- Beschwerde der Untertanen in Ottendorf wegen Spanndiensten (1748)

- Beschwerde von Hans Peter Löffler und anderen in Ottendorf über den Gerichtsherr Carl Georg Heinrich von Tümpling wegen entzogener Weide für das Spannvieh (1749)

- Beschwerde der Anspänner in Ottendorf über den Gerichtsherr Carl Georg Heinrich von Tümpling wegen Fronfuhren (1749–1750)

- Verweigerte Fronfuhren der Anspänner in Ottendorf zum Mühl- und Wehrbau in Arnsdorf (1749–1751)

- Differenzen zwischen dem Gerichtsherrn Carl Georg Heinrich von Tümpling und den Untertanen in Ottendorf wegen Frondiensten (1752–1753)

- Klage des Gerichtsherrn Carl Georg Heinrich von Tümpling gegen den Bauern Hans Peter Löffler in Ottendorf wegen Grenz- und Hutungsdifferenzen (1755–1757)

- Klage des Gerichtsherrn Carl Georg Heinrich von Tümpling gegen Bauern und Gärtner in Ottendorf wegen Hutungsdifferenzen (1756)

- Vergleich zwischen der Gerichtsherrschaft und den fronpflichtigen Einwohnern in Ottendorf wegen geführter Prozesse (1763–1765)

- Differenzen zwischen dem Gerichtsherrn Wolf Friedrich Gotthelf von Tümpling und Sophie Elisabeth Bauer in Ottendorf wegen der Schafhutung (1812)

- Klage des Gerichtsherrn Wolf Friedrich Gotthelf von Tümpling gegen die Anspänner in Ottendorf wegen verweigerten Fuhrdiensten (1818)

- Klage der Gutsherrschaft Arnsdorf und der Gemeinde Ottendorf gegen den Bauern Carl Gottlob Lungwitz wegen der Schaftrift (1827)

- Klage des Gerichtsherrn Wolf Friedrich Gotthelf von Tümpling gegen den Häusler Christian Barthel in Ottendorf wegen verweigerter Dienste seiner Tochter (1828)

- Klage des Gerichtsherrn Wolf Friedrich Gotthelf von Tümpling gegen Christian Friedrich May und andere Bauern in Ottendorf wegen verweigerter Holzfuhren (1828–1833)

- Klage des Gerichtsherrn Wolf Friedrich Gotthelf von Tümpling gegen Gottlob Metzler in Ottendorf wegen der Schaftrift (1830)

- Klage des Gerichtsherrn Ludwig Wilhelm Ferdinand von Beschwitz gegen die Bauern in Ottendorf wegen verweigerter Holzfuhren (1833–1841)

1740 wurde eine Schenke und 1766 eine gemeindeeigene Schmiede in Ottendorf erwähnt. 1790 wird in den „sächsischen Meilenblättern“ von einem herrschaftlichen Vorwerk sowie zwei Gemeindehäusern in Ottendorf berichtet. Die 16 Bauern-, 4 Gärtner- und 13 Häuslerfamilien wurden von 19 Quellbrunnen mit Wasser versorgt. 1790 wird der Abbau von Steinkohle in der Ottendorfer Flur aktenkundig.

### 19. Jahrhundert
1821 wird berichtet, dass die Bewohner von Ottendorf dem Feldbau, der Viehzucht, der Weberei sowie Spinnerei nachgehen. Außerdem wird ein bei den Hainichnern beliebtes Schankgut sowie das jährliche Vogelschießen erwähnt.
Ottendorf gehörte bis 1836 als Exklave der Herrschaft Arnsdorf zum kursächsischen bzw. königlich-sächsischen Amt Leisnig (Döbelner Bezirk). Danach wurde der Ort durch Umgliederung in das ihn umgebende Amt Nossen integriert. 1840 schloss die Herrschaft Arnsdorf einen Ablösungsvertrag mit den fronpflichtigen Einwohnern in Ottendorf. Dem waren Beschwerden der Häusler in Ottendorf an die Landesregierung wegen Frondiensten und anderen Benachteiligungen in den Jahren 1831–1833 vorausgegangen. 1842 ersucht der Katzenmüllers Carl Friedrich Otto um die Errichtung einer neuen Mühle.
In der Neumühle (Nossener Str. 59, unweit der ehemaligen Katzenmühle) wurde Terpentinstein geschliffen.
Die Herrschaft Arnsdorf trat am 6. Mai 1850 die ihnen zustehende Patrimonialgerichtsbarkeit ab, welche vom Freistaat an das Justizamt Nossen übertragen wurde. Ab 1856 gehörte Ottendorf zum Gerichtsamt Hainichen und ab 1875 zur Amtshauptmannschaft Döbeln, welche 1939 in Landkreis Döbeln umbenannt wurde.

### 20. Jahrhundert bis zur Gegenwart
Letzter Besitzer des Rittergutes Arnsdorf bis zur Enteignung im Zuge der Bodenreform im Jahr 1945 war Christoph Moritz Max von Beschwitz.
Am 1. Juli 1950 wurde Ottendorf nach Hainichen eingemeindet. Mit der zweiten Kreisreform in der DDR kam Ottendorf als Ortsteil der Stadt Hainichen im Jahr 1952 zum Kreis Hainichen im Bezirk Chemnitz (1953 in Bezirk Karl-Marx-Stadt umbenannt).
1989/1990 wurde das Wohngebiet Ottendorfer Hang auf dem ehemaligen Gemeindegebiet erbaut. Seit 1990 gehörte Ottendorf als Stadtteil der Stadt Hainichen zum sächsischen Landkreis Hainichen, der 1994 im Landkreis Mittweida und 2008 im Landkreis Mittelsachsen aufging.

### Ortsnamensformen
Die folgenden Schreibweisen des Namens von Ottendorf sind bekannt:
- 1385: Ottindorf
- 1412: Ottendorff
- 1555: Ottendorff
- 1875: Ottendorf b. Hainichen

### Einwohnerentwicklung
| Jahr     | Einwohner               |
| -------- | ----------------------- |
| 1551     | ca. 100                 |
| 1748     | ca. 100                 |
| ca. 1820 | ca. 400 (ca. 50 Häuser) |
| 1834     | 330                     |
| 1871,    | 749                     |
| 1890     | 856                     |
| 1910     | 897                     |
| 1925     | 925                     |
| 1946     | 995                     |

### Religionen
Ottendorf war bis 1875 nach Pappendorf gepfarrt. Anschließend gehörte es zur Kirchgemeinde Hainichen.
Die große Mehrheit der Einwohner (871 von 925 im Jahr 1925) war evangelisch.

## Wirtschaft und Infrastruktur

### Verkehr
Ottendorf lag an der alten Poststraße Dresden – Wilsdruff – Nossen – Altzella – Pappendorf – Hainichen – Frankenberg – Chemnitz. Von Kaltofen aus führte diese eine steile Schlucht hinab zum Pahlbach, überquerte ihn auf einer 1966 noch existierenden Steinbrücke, vorbei an der nicht mehr vorhandenen Katzenmühle durch das Heldental und die Gemeinde über den Ottendorfer Berg nach Hainichen.
Da diese Verbindung durch Ottendorf dem zunehmenden Warenhandel nicht mehr standhalten konnte, wurde insbesondere auf Initiative von Wilhelm Richard Kirbach, dem Inhaber der Pappendorfer Flanellfabrik, diese Straße am Südrand der Gemeinde (heutige Nossener Straße) ausgebaut und 1888 eröffnet. Ebenfalls auf Initiative von Herrn Kirbach wurde bis 1901 eine Umfahrung des Ottendorfer Berges bis zur Oederaner Straße erbaut.
Am 23. April 1945 wurde die Autobahnbrücke der Autobahn A4 über die Kleine Striegis in Schlegel gesprengt. Bis zum einspurigen Wiederaufbau der Brücke im Jahr 1953 führte die Umleitung der Autobahn über diese Straßen in Ottendorf, die aus diesem Grund auch kurzfristig gepflastert wurden.

## Öffentliche Einrichtungen
Die Gemeinde Ottendorf verfügte bis 1952 über ein eigenes Schulhaus mit jahrgangsübergreifendem Unterricht.

## Kultur und Sport

Gasthof Ottendorf

1899 wurde der Männergesangsverein Lyra in Ottendorf gegründet. Dieser trat 1921 dem Deutschen Sängerbund bei und nahm ab 1928 an nationalen und europäischen Sängerfesten teil.
1959 wurde der Chor in Männerchor Hainichen-Ottendorf und 1990 in Männerchor Lyra Hainichen e. V. umbenannt.
1834 wurde ein Schießvereins in Ottendorf sowie ein Schießstand bei der Schenke des Karl Gottlieb Löffler in Ottendorf aktenkundig.